# Richard Gordon Turnbull
Sir Richard Gordon Turnbull GCMG (* 7. Juli 1909 in St Albans; † 21. Dezember 1998 in Cirencester, Gloucestershire) war ein britischer Kolonialbeamter.

## Bedeutende Ämter
Turnbull wurde am 15. Juli 1958 Gouverneur von Tanganjika. Einhergehend mit der Unabhängigkeit Tanganjikas am 9. Dezember 1961 wurde er Generalgouverneur und Julius Nyerere zum Premierminister des Landes. Nach der Republikgründung am 9. Dezember 1962 wurde Nyerere Staatspräsident und somit neues Staatsoberhaupt Tanganjikas.
Vom 21. Dezember 1964 bis zum 22. Mai 1967 war er Hochkommissar der Südarabischen Föderation.